# Seznam antropologov
Seznam najbolj znanih svetovnih antropologov:
- Adolf Bastain (Nemčija, 1826 - 1905)
- Gregory Bateson (ZDA, 1904 - 1980)
- Mary Catherine Bateson (ZDA, 1939 - 2021)
- Ruth Benedict (ZDA, 1887 - 1948)
- Franz Boas (Nemčija, ZDA, 1858 - 1942)
- Pere Bosch-Gimpera (Španija, 1891 - 1974)
- Henry Breuil (Francija, 1877 - 1961)
- Joseph Campbell (ZDA, 1904 - 1987)
- Carlos Castaneda (Brazilija, 1931 - 1998)
- Raymond Arthur Dart (Avstralija, 1893–1988, Južna Afrika)
- Georges Devereux (Francija, 1929 - 1985)
- Eugène Dubois (Nizozemska, 1858 - 1941)
- James Frazer (Škotska, 1854 - 1941)
- Leo Frobenius (Nemčija, 1873 - 1938)
- Jane Goodall (Anglija/Tanzanija, 1934 -)
- Jack Goody (Anglija, 1919 - 2015)
- René Guénon (Francija, 1886 - 1951)
- Michael Harner (ZDA, 1929 - 2018)
- Robert Jaulin (Francija, 1928 - 1996)
- Alfred Kinsey (1894 - 1956)
- Alfred Luis Kroeber (ZDA, 1876 - 1960)
- Edmund Ronald Leach (Anglija, 1910 - 1989)
- Louis Seymour Bazett Leakey (Anglija, 1903 - 1972)
- Richard Leakey (Kenija, 1944 -)
- André Leroy-Gourhan (Francija, 1911 - 1986)
- Lucien Lévi-Bruhl (Francija, 1857 - 1939)
- Claude Lévi-Strauss (Francija, 1908 - 2009)
- Ralph Linton (ZDA, 1893 - 1953)
- Bronislaw Malinowski (Poljska, 1884 - 1942)
- Marcel Mauss (Francija, 1872 - 1950)
- Margaret Mead (ZDA, 1901 - 1978)
- Desmond Morris (Anglija, 1928 -)
- Ashley Montagu (1905 - 1999) (rojen Israel Ehrenberg - britansko-ameriški)
- James Mooney (ZDA, 1861 - 1921)
- Louis Henry Morgan (ZDA, 1818 - 1881)
- George Murdock (ZDA, 1897 - 1985)
- Lubor Niederle (Češka, 1865 - 1944)
- Talcott Parsons (ZDA, 1902 - 1979)
- Bronisław Piotr Piłsudski (Poljska, 1866 - 1918)
- Miguel Leon Portilla (Mehika, 1926 - 2019)
- Alfred Reginald Radcliffe-Brown (Anglija, 1881 - 1955)
- Paul Radin (Poljska-ZDA, 1883 - 1959)
- Géza Róheim (1891 - 1953) (Madžarska-ZDA)
- Edward Sapir (1884 - 1939) (Nemčija-ZDA)
- Huang Šiênfên (Kitajska, 1899 - 1982)
- Sol Tax (ZDA, 1907 - 1995)
- Colin Turnbull (Škotska, 1925 - 1994)
- Edward Burnett Tylor (Anglija, 1832 - 1917)
- Benjamin Lee Whorf (ZDA, 1897 - 1941)